# 하이브리드 차량

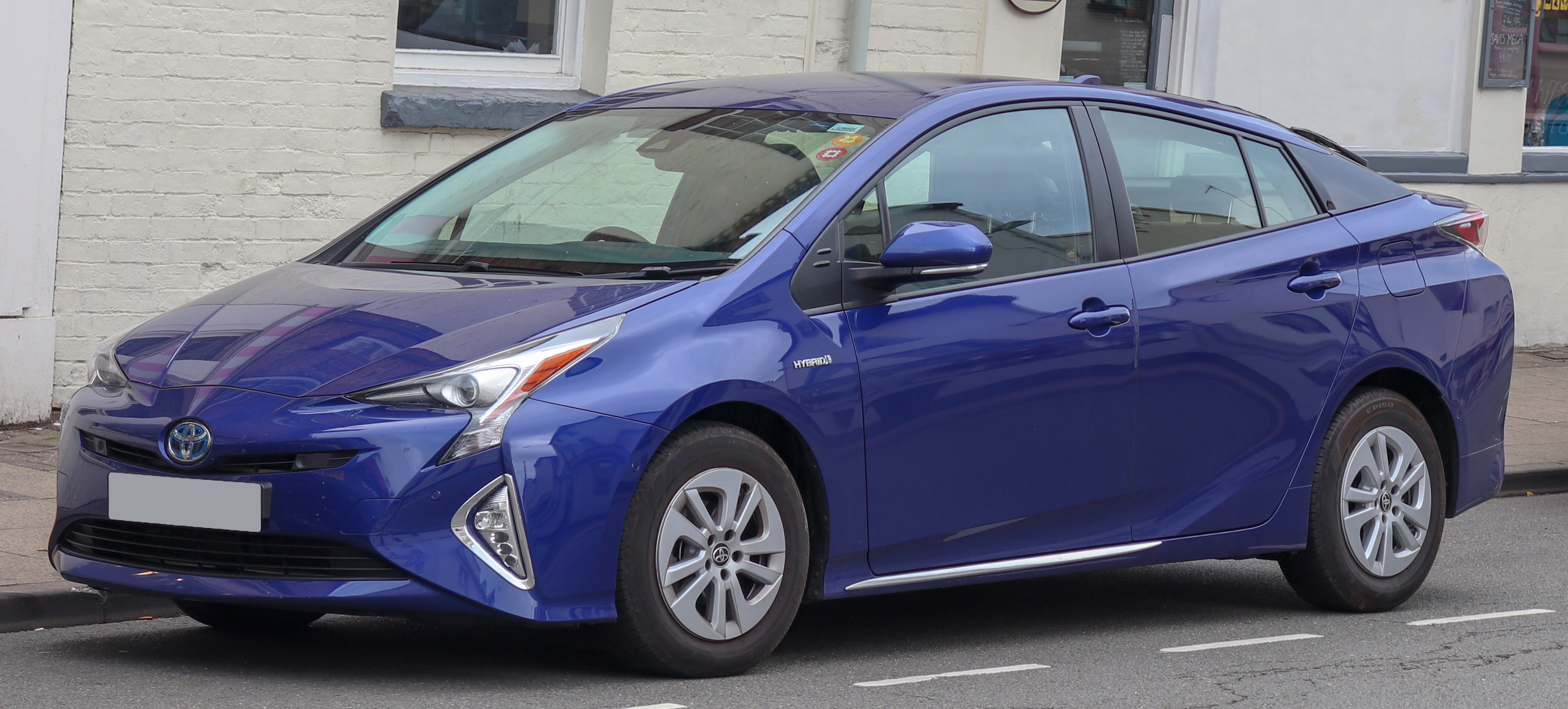
토요타 프리우스

하이브리드 차량( - 車輛, 영어: hybrid vehicle)은 단일 동력원의 일반 자동차와 달리 두 개 이상의 동력원에 의해 차체가 구동되는 차량이고 이 용어는 내연 기관과 전기자동차를 포함하는 하이브리드 전기 자동차 (HEV)를 가리키는 데 주로 쓰인다.
일반적인 하이브리드 자동차는 다음을 포함하고 있다:
- 내장형 RESS (재생가능 에너지 축적 시스템), 연료 전원 (내연 기관이나 연료 전지)
- 공기 엔진과 내연 기관

## 동력
- 석탄, 나무 혹은 다른 연소물
- 천연/액체가스
- 전기
- 전자기장, 전자기파
- 전기자동차
- 인력
- 수소
- 내적 혹은 외적의 재생 에너지 저장시스템 (RESS)
- 석유 혹은 디젤
- 태양
- 바람

## 차량 종류

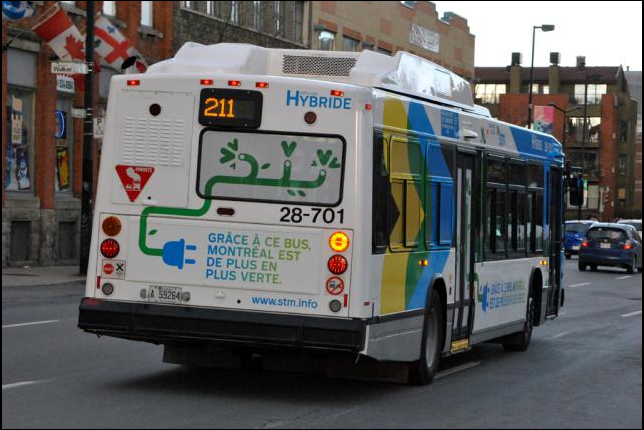
몬트리올의 하이브리드 바이오 디젤 버스

### 개념
하이브리드란 2종류 이상의 요소를 조합했음을 의미하는 말로, 자동차에서는 두 가지 동력원을 가졌음을 나타낸다. 기존에는 가솔린 엔진뿐이었던 자동차에 모터를 동력으로 추가한 하이브리드 자동차는 엔진과 모터의 장점을 동시에 이용해 연비향상을 실현한다. 에너지 효율이 좋은 디젤 엔진과 모터를 조합한 디젤 하이브리드도 등장했지만, 높은 가격 탓에 많은 자동차 제조 회사가 디젤 하이브리드의 상용화를 뒤로 미루거나 이미 개발한 자동차를 상품군에서 배제하고 있다.

### 원리
모터달린 자전거, 전기자전거, 그리고 전기 스쿠터는 하이브리드 형태의 예이고, 전기가 내연기관 혹은 전기모터 그리고 운전자의 근육을 통해 전달된다. 일찍이 19세기 후에 원형 모터자전거는 같은 원리의 동력원리를 사용하였다. 인간과 동력원은 기계학적으로 페달과 앞바퀴의 뒤에서 연결된다. a hub motor를 사용함으로써, 롤러는 타이어를 누르게 되고, 바퀴와의 연결이 동력전달의 역할을 하게 된다. 결과적으로 인력과 돌림힘은 함께 작용하게 된다. 거의 대부분의 생산된 모터 자전거는 이런 형태의 분류에 .

### 중(重)차량
중(重)차량 디젤-전기 전환 방식과 터보-전기 전환 방식을 사용해 기관차, 버스, 무거운 차량 상품, 이동성 수압 장치(잠수함), 배에 동력을 전달한다. 일반적으로 몇 종류의 열기관(일반적으로 디젤기관)은 여러개의 모터를 활용하는 전기발생장치와 수압모터를 이용한다. 줄과 파이프를 통한 동력분배가 몇가지 형태로 돌아가는 기관을 통한 동력분배에 비해 몇가지 이점을 가지고 있고 이 과정에서 구동륜과 프로펠러가 요구된다. 일반적으로 디젤연료에서 전기에너지로 혹은 수력에너지로 변환시에 손실되는 힘이 있고 이것이 단점으로 작용하게 된다. 큰 차량에서는 이러한 이점이 단점보다 더 크게 작용하는데. 왜냐하면 차량의 크기에 따라서 힘손실의 정도가 감소하기 때문이다. 현재에는 그 트렌트가 변하고 있지만 아직까지 비-핵 잠수함을 제외하고 중(重)차량에서 2차적인 에너지 저장장치는 거의 없다고 볼 수 있다. 이 2차적인 에너지 저장장치는 보조배터리와 유압 축압기를 그 예로 들 수 있다. 잠수함은 가장 널리 퍼지고 오래된 하이브리드 기술의 예인데 잠수함은 수면에 올라갈 때나 잠수하며 battery power를 교체할 때 디젤엔진을 통해 돌아간다. series-hybrid and parallel hybrid drivetrains 은 2차 세계대전에 이용되었다.

#### 철도교통

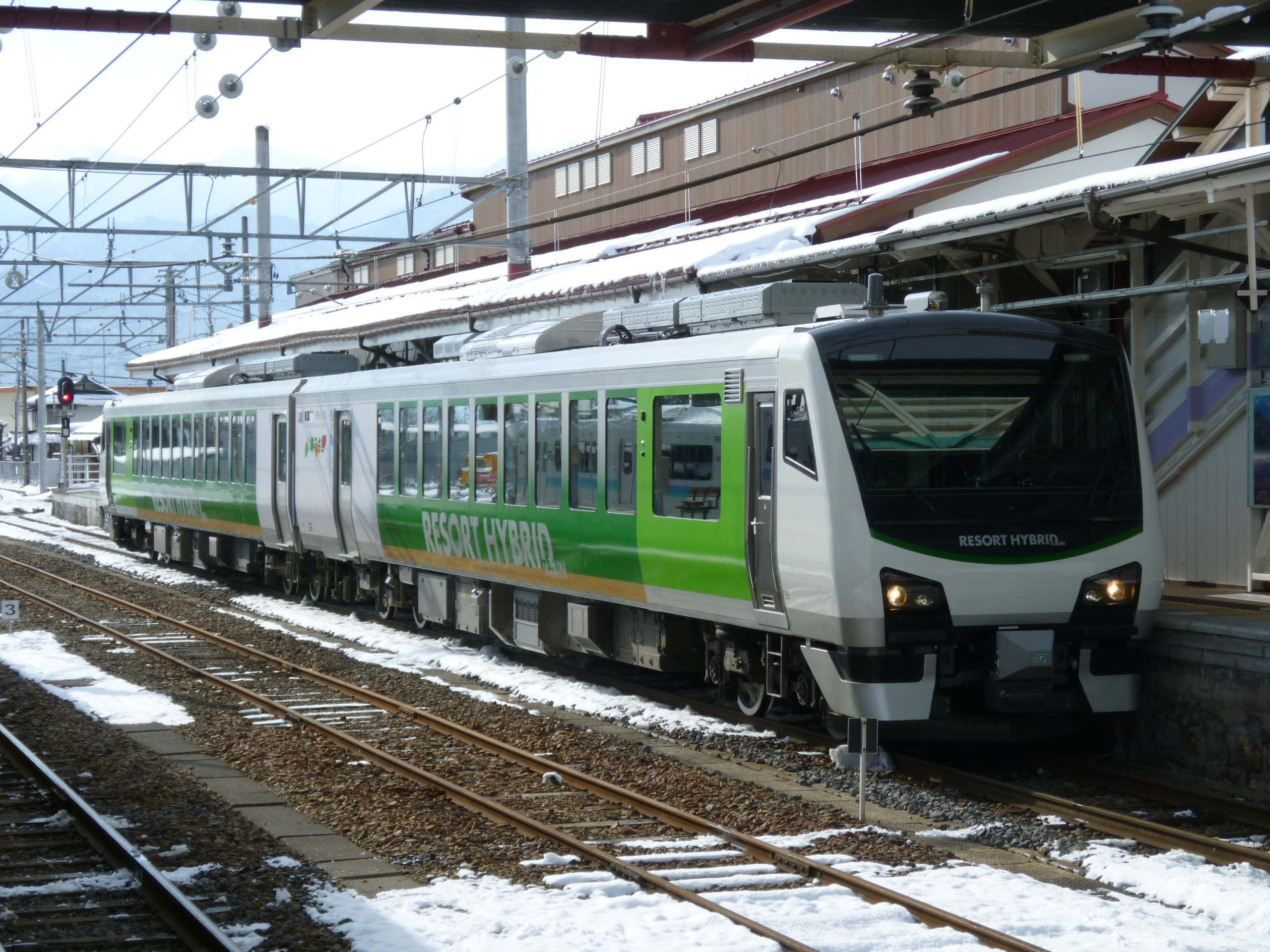
동일본여객철도 HB-E300계 전동차

인도
2015년 1월 인도는 하이브리드 기차의 일종인 CNG-Diesel hybrid train을 출시하였다. 그 기차는 fumigation technology를 사용하는 1400마력 엔진이 탑재되어 있다. 이 기차의 원형은 81km 길이의 Rewari-Rohtak route를 달리도록 설계되어 있다. CNG is considerd as a green alternative for diesel and petrol and is popular as an alternative fuel in india.
북아메리카
미국에서 제너럴 일렉트릭은 2007년에 철도 엔진을 그들의 Ecomagination(Eco + Imagination)이라는 슬로건을 가지고 발표하였다. 그 엔진은 사용되는 에너지를 소듐-니켈-염화물 배터리(Na-NiCl2)에 저장하고 그 저장된 에너지를 일반적으로 다이나믹 제동 혹은 내리막길을 내려갈 때 활용한다. 그것은 적어도 10%의 연료사용을 줄이고 현재 20억 달러를 연구하는데 사용하고 있다.

## 같이 보기

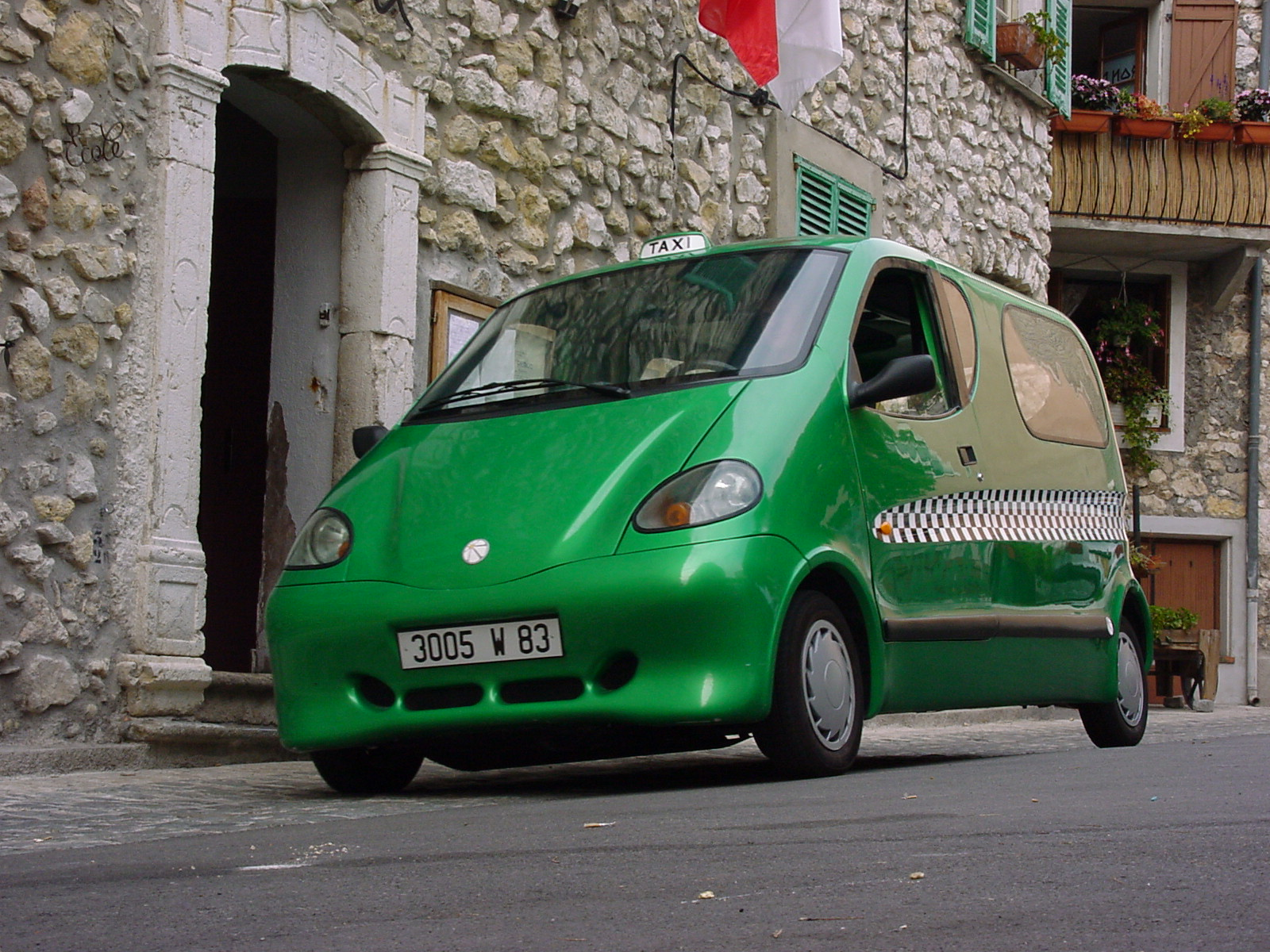
압축공기를 연료로 하는 인도의 Tata사에서 생산예정인 MDI OneCAT

- 전기자동차
- 지구 온난화
- 하이브리드 (동력)
- 태양광 발전